# Heteroligus fulvopilosus
Heteroligus fulvopilosus är en skalbaggsart som beskrevs av Heinrich Bernward Prell 1914. Heteroligus fulvopilosus ingår i släktet Heteroligus och familjen Dynastidae. Inga underarter finns listade i Catalogue of Life.